# Newton, Quận Marquette, Wisconsin
Newton là một thị trấn thuộc quận Marquette, tiểu bang Wisconsin, Hoa Kỳ. Năm 2010, dân số của thị trấn này là 534 người.